# Thrinchostoma mwangai
Thrinchostoma mwangai är en biart som beskrevs av Blüthgen 1930. Thrinchostoma mwangai ingår i släktet Thrinchostoma och familjen vägbin. Inga underarter finns listade i Catalogue of Life.